# Grippe russe de 1889-1890
Ne doit pas être confondu avec Grippe russe de 1977.
La pandémie de 1889-1890 (octobre 1889 - décembre 1890, avec des récurrences de mars à juin 1891, de novembre 1891 à juin 1892, de l'hiver 1893 à 1894 et du début de 1895) est réputée être une pandémie de grippe mortelle qui a tué environ un million de personnes dans le monde. L'épidémie a été surnommée « grippe asiatique » ou « grippe russe » (à ne pas confondre avec l'épidémie de 1977-1978, causée par la grippe A/USSR/90/77 H1N1, également appelée « grippe russe »). 
Dans un premier temps, il a été présumé que la souche virale responsable était le virus de la grippe A de sous-type H2N2,. Plus récemment, il a été proposé que la souche était le sous-type H3N8. Mais au XXIe siècle, de nouvelles études suggèrent que l'agent infectieux était en fait le coronavirus humain OC43, ce qui ferait de cette épidémie la première pandémie connue causée par un coronavirus zoonotique. On relève que ce coronavirus, initialement mortel, ne génère plus aujourd'hui que des rhumes généralement sans gravité, même si on lui connait des capacités neuroinvasives.

## Contexte
Les historiens considèrent comme pandémies probables de grippe au XIXe siècle, les épidémies des années 1830, et celle de 1847-1848. La pandémie de 1889 est la première documentée de façon détaillée. Lorsqu'elle survient, du fait d'un long intervalle de 40 ans, les médecins de 1889 n'avaient qu'une connaissance livresque des grandes épidémies de grippe.
Par rapport au début du XIXe siècle, les États-Nations du monde occidental disposent d'organisations professionnelles de santé plus actives et de systèmes de statistiques sanitaires plus élaborés. La pandémie de 1889 est la première pandémie à faire l'objet d'études par des moyens de laboratoire (microbiologie).
Les infrastructures de transport modernes ont contribué à la propagation de l'épidémie de 1889.  Les dix-neuf plus grands pays européens, dont l'Empire russe, disposaient de 202 887 km de voies ferrées. À la fin du XIXe siècle, les voyages transatlantiques maritimes prenaient moins de six jours contre moins d'un jour par vol transatlantique au début du XXIe siècle, ce qui ne fait pas de différence significative à l'échelle d'une pandémie mondiale, l'Europe de l'ouest et les États-Unis pouvant être touchés dans le même mois .

## Éclosion et propagation
Les contemporains lui donnent une origine sibérienne, se propageant d'est en ouest. L'épidémie serait apparue dès 1888 à Boukhara, mais une étude récente indique qu'à Boukhara de mai à août 1889, il y avait une épidémie non pas de grippe, mais de paludisme. Vraisemblablement, c'était un paludisme tropical causé par P. Falciparum.
La première apparition de la pandémie est constatée à Saint-Pétersbourg, en Russie, en décembre 1889. Elle se propage en quatre mois dans tout l'hémisphère nord. Le nombre de décès atteint son pic à Saint-Pétersbourg le 1er décembre 1889 et aux États-Unis pendant la semaine du 12 janvier 1890. Le délai médian entre le premier cas signalé et le pic de mortalité est de cinq semaines.
L'Australie et la Nouvelle-Zélande sont touchées en mars 1890. Au printemps 1890, la pandémie est largement établie en Afrique et en Asie. Des Africains qui n'ont jamais vu la grippe de leur vie l'appellent « la maladie de l'homme blanc ». Des vagues épidémiques circuleront dans de vastes régions du monde jusqu'à la fin du siècle.

## Gravité
Le taux de mortalité de la pandémie de 1889 est relativement faible, mais le nombre absolu de morts reste élevé : il est estimé à 250 000 décès en Europe, et deux à trois fois plus dans le reste du monde.
Au XIXe siècle, la grippe a fait plus de victimes que le choléra, mais la mortalité a surtout concerné les personnes âgées. Aussi la réputation de la grippe comme une maladie désagréable mais peu grave s'est maintenue. Les médecins ont alors gardé un désintérêt relatif pour la grippe jusqu'à la pandémie de 1918 d'une virulence sans précédent, avec une mortalité élevée chez les   adultes jeunes.

## État du savoir (1889-1918)

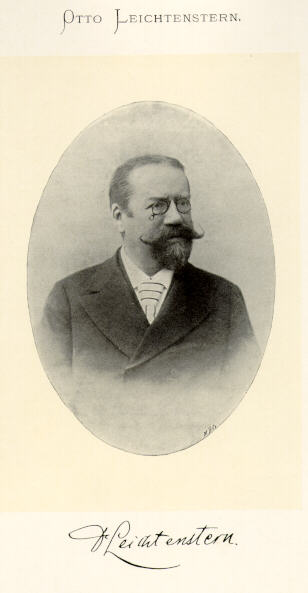
Otto Leichtenstern, auteur du principal rapport sur l'épidémie de grippe de 1889-1890.

Le savoir de l'époque est résumé dans deux rapports de synthèse : le rapport anglais (1891) de Henry Franklin Parsons (1846-1913) et le rapport allemand (1896) d'Otto Leichtenstern (de)(1845-1900). Ces deux rapports, et plus particulièrement le rapport allemand, servent de références pour des auteurs américains comme William Osler (1849-1919) dans son  Principles and Practice of Medicine, principes qui fixent les standards de la médecine au début du XXe siècle, jusqu'à la pandémie de 1918.  

### Épidémiologie
La grippe est une maladie spécifique et la plus rapide des maladies transmissibles. Elle survient le plus souvent en hiver et au début du printemps, mais elle frappe à toutes les latitudes, altitudes, et sous tous les climats. Une épidémie sévère de grippe est rarement isolée, elle est suivie de plusieurs vagues au cours des mois suivants. La grippe se manifeste par des épidémies locales explosives, mais elle ne va jamais plus vite que les transports humains. Elle ne survient pas spontanément, ni sans contact avec des individus infectés. Dans des villes durement frappées, des populations isolées, comme celle des prisons, échappent à l'épidémie. 
Dans la population, la morbidité (nombre de malades) est très élevée. Pour l'Allemagne, Leichstenstern estime que 50 % de la population a été infectée, alors que Parsons donne 25 % pour la population du Grand Londres, allant de 9 % pour les militaires en caserne à 33 % pour les employés des postes. La tranche d'âge la plus touchée est celle des 20–40 ans. La mortalité est jugée faible, mais plus forte chez les plus de 50 ans : 24 % des décès surviennent entre 20 et 40 ans, 36 % entre 40 et 60 ans, et 22 % entre 60 et 80 ans.  Ce modèle de mortalité apparaît comme très différent de celui des grippes annuelles habituelles, qui frappe surtout les deux âges extrêmes de la vie.

### Clinique
Au début des années 1890, les autorités médicales reconnaissent que le diagnostic de grippe est difficile, car les cas bénins sont souvent confondus avec d'autres maladies respiratoires ou des voies aériennes hautes comme le rhume. Parsons et Leichtenstern sont quasiment certains que la grippe de 1889-1890 est la même maladie que la grippe de 1848-1849, mais ils pensent plus ou moins que cette maladie est différente des grippes annuelles habituelles.
La grippe apparaît comme une maladie protéiforme (susceptible de changements). En 1907, selon Clifford Allbutt, « la grippe est la plus protéiforme de toutes les maladies protéiformes, elle est même plus diverse que la syphilis ». Les cas individuels se caractérisent par leur début brutal, et une extrême prostration hors de proportion avec le reste de l'état clinique. La cible est l'appareil respiratoire, et la survenue d'une pneumonie est la cause principale de la mortalité.
Mais il existerait des formes non respiratoires et Parsons distingue trois sous-types : nerveux, catarrhal (écoulements inflammatoires) et gastrique. Cette classification provient d'auteurs anciens, et d'autres cherchent à l'affiner en distinguant une dizaine de sous-types. À cet égard, Leichtenstern apparaît comme un précurseur avec une classification en trois formes : influenza vera pandémique (épidémie globale mondialisée), influenza vera endémique-épidémique (épidémies plus faibles entre deux pandémies) et influenza nostras (pseudo-grippe due à d'autres causes).

### Microbiologie

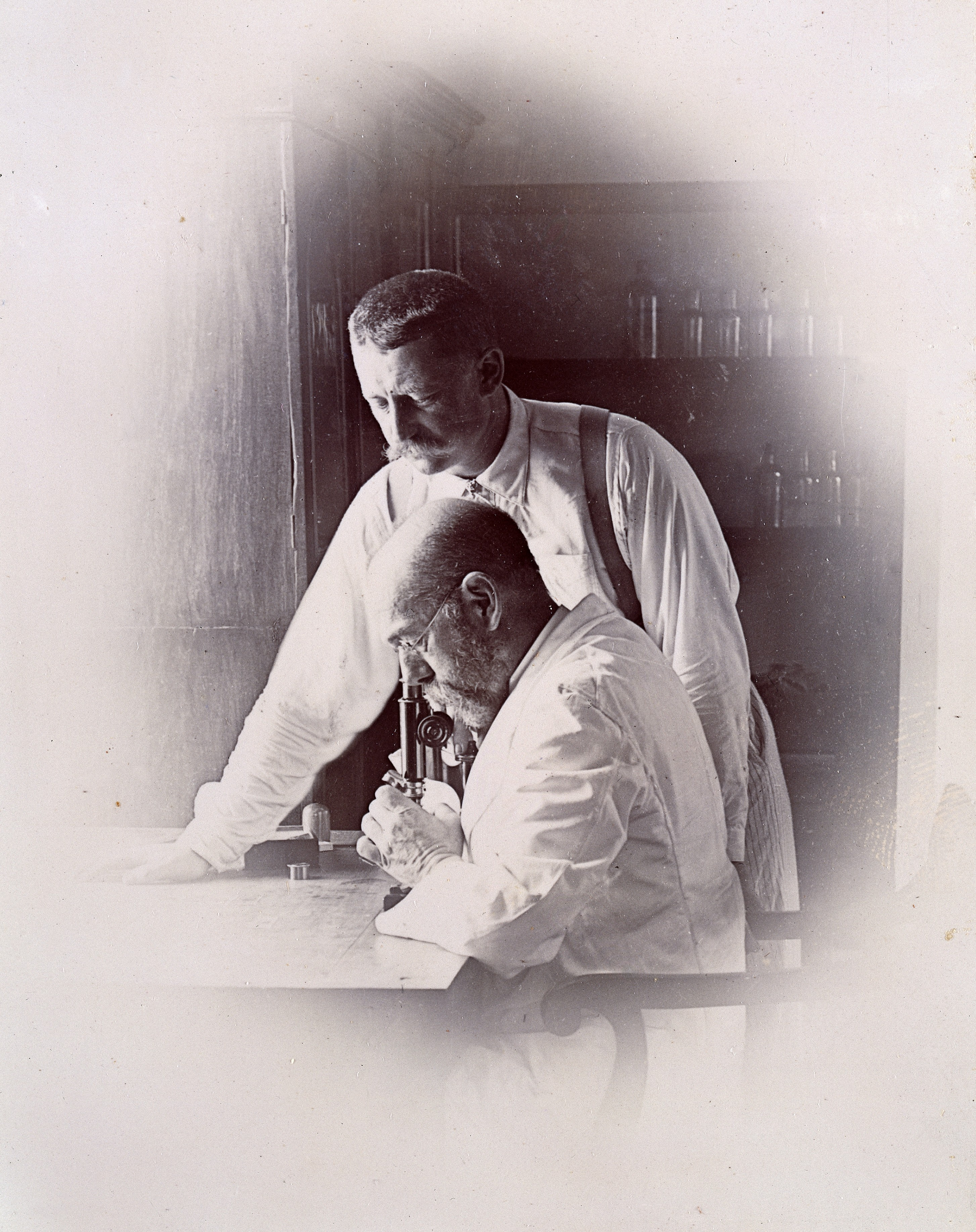
Robert Koch (au microscope) et Richard Pfeiffer, en 1897.

Les chercheurs utilisent les nouvelles méthodes de bactériologie. En 1892, l'allemand Richard Pfeiffer (1858-1945) annonce la découverte d'un agent causal, une bactérie qu'il nomme Bacillus influenza ou bacille de Pfeiffer. Toutefois Pfeiffer, élève et protégé de Robert Koch, ne parvient pas à satisfaire les postulats de Koch, à reproduire la maladie chez des animaux de laboratoires. Malgré cela, l'origine bactérienne de la grippe apparait comme plausible.
La découverte du bacille de Pfeiffer est confirmée dans les années qui suivent, mais des difficultés apparaissent. Dans les années 1900, des auteurs le retrouvent dans d'autres maladies comme l'angine, la méningite, la varicelle, la rougeole, la bronchite... La bactériologie de l'époque ne connaissait que les techniques basiques d'observations morphologiques et de mise en culture, l'immunologie est encore balbutiante, et l'on sait très peu de choses sur les virus filtrants, sinon qu'ils existent.
L'origine de la grippe reste confuse, quelques-uns considèrent le bacille de Pfeiffer comme un agent invasif secondaire, commun à plusieurs maladies. Dans la 8e édition de Principles and Practice of Medicine (1912) William Osler admet que Bacillus influenza est bien la cause de la grippe, tout en faisant quelques réserves. Aux yeux des autorités médicales de l'époque, le bacille de Pfeiffer restait le seul candidat valable pour être la cause de la grippe.
En 1918, aux États-Unis, sur la base de cette causalité probable, Bacillus influenza servira à développer des essais vaccinaux contre la grippe. La cause virale de la grippe ne sera établie qu'en 1931, Bacillus influenza est alors définitivement écarté comme cause de la grippe, mais en restant appelé Haemophilus influenza.

## Analyses modernes

### Identification du sous-type de virus responsable
Les chercheurs tentent depuis de nombreuses années d'identifier les sous-types du virus de la grippe A responsables des épidémies de 1889–1890, de 1898–1900 et de 1918. Initialement, ce travail était principalement basé sur la « séro-archéologie », c'est-à-dire la détection d'anticorps contre l'infection grippale dans le sérum des personnes âgées. On pensait que la pandémie de 1889–1890 était causée par le sous-type H2 de la grippe A, l'épidémie de 1898–1900 par sous-type H3, et la pandémie de 1918 par sous-type H1. Avec la confirmation du H1N1 comme cause de la pandémie de 1918 à la suite de l'identification des anticorps H1N1 dans les cadavres exhumés, la réanalyse des données sérologiques a indiqué que le sous-type H3 de la grippe A (peut-être le sous-type H3N8), est la plus probable cause de la pandémie de 1889–1890,.

#### Une pandémie coronavirale?
Après l'épidémie de SRAS de 2002-2004, des virologues ont commencé à séquencer et comparer des coronavirus humains et animaux. La comparaison de deux souches de l'espèce Betacoronavirus 1, le coronavirus bovin et le coronavirus humain OC43, suggèrent que leur ancêtre commun le plus récent était à la fin du XIXe siècle, plusieurs méthodes indiquant une date la plus probable autour de 1890,. Ces auteurs ont émis l'hypothèse que l'introduction de ce virus dans la population humaine aurait causé l'épidémie. 
En 2020, les chercheurs danois Lone Simonsen et Anders Gorm Pedersen ont calculé eux aussi que le coronavirus humain OC43 se serait différencié du coronavirus bovin environ 130 ans plus tôt, correspondant approximativement à la date de la pandémie de 1889-1890. Leur étude, en cours de publication fin 2020, a pu bénéficier d'un important historique de collections de souches, permettant de déterminer la fréquence de mutation virale de manière précise. Ces auteurs soulignent en outre que les symptômes notés à l'époque n'étaient pas typique de la grippe, faisant même alors douter certains médecins. Ils suggèrent donc que l'humanité pourrait avoir déjà été frappée par une pandémie coronavirale dans son histoire récente. D'autres analyses arrivent à la même conclusion.

### Caractéristiques de l'épidémie
En rassemblant les données historiques de 15 pays sur la première vague pandémique de 1889-1890, des épidémiologistes modernes jugent les rapports statistiques de l'époque comme étant de qualité. Par exemple, une étude de suivi des 16 000 médecins de l'Empire allemand s'effectue avec un taux de réponse de 21%. Le suivi de l'armée britannique, française, et allemande, porte sur des centaines de milliers d'individus.
Les modèles mathématiques montrent que la vitesse de propagation ne dépend pas de la rapidité du moyen de transport ou du nombre absolu de voyageurs, mais de la connectivité entre les villes (réseau ferroviaire, routier ou naval).
L'examen des données permet de calculer un taux d'attaque de 60 % (45-70 %), et un taux de reproduction de base de 2,1. Le taux de mortalité est faible : de 0,1 à 0,28 %. Le caractère « modéré » de la pandémie de 1889-1890 est similaire à celui des pandémies de 1957 (grippe asiatique), de 1968 (grippe de Hong-Kong) et de la grippe A(H1N1) de 2009. Par contraste, la pandémie de la « grippe espagnole » ou grippe de 1918 apparait comme étant d'une gravité exceptionnelle.

## Morts notables

### Pandémie initiale
- 1er janvier 1890 : Henry R. Pierson (en)
- 15 janvier 1890 : Walker Blaine (en)
- 22 janvier 1890 : Adam Forepaugh (en)
- 22 février 1890 : Bill Blair
- 12 mars 1890 : William Allen
- 26 mars 1890 : African Spir
- 23 mai 1890 : Louis Artan de Saint-Martin
- 19 juillet 1890 : James P. Walker (en)

### Récurrences
- 23 janvier 1891 : le prince Baudouin de Belgique[note 1]
- 10 février 1891 : Sofia Kovalevskaïa
- 18 mars 1891 : William Herndon (en)
- 21 avril 1891 : Henri Chapu
- 8 mai 1891 : Helena Blavatsky
- 15 mai 1891 : Edwin Long
- 3 juin 1891 : Oliver St John (en)
- 9 juin 1891 : Henry Gawen Sutton (en)
- 1er juillet 1891 : Frederic Edward Manby (en)
- 20 décembre 1891 : Grisell Baillie (en)
- 28 décembre 1891 : William Arthur White (en)
- 8 janvier 1892 : John Tay (en)
- 10 janvier 1892 : John George Knight (en)
- 12 janvier 1892 : Jean Louis Armand de Quatrefages de Bréau
- 14 janvier 1892 : le prince Albert Victor de Clarence
- 17 janvier 1892 : Charles A. Spring (en)
- 20 janvier 1892 : Douglas Hamilton (1818-1892) (en)
- 12 février 1892 : Thomas Sterry Hunt
- 15 avril 1892 : Amelia Edwards
- 5 mai 1892 : Gustavus Cheyney Doane
- 24 mai 1892 : Charles Arthur Broadwater (en)
- 10 juin 1892 : Charles Fenerty (en)
- 21 avril 1893 : Edward Stanley, comte de Derby
- 7 août 1893 : Thomas Burges (en)
- 31 août 1893 : William Cusins
- 15 décembre 1893 : Samuel Laycock (en)
- 16 décembre 1893 : Tom Edwards-Moss (en)
- 3 janvier 1894 : Hungerford Crewe, baron Crewe
- 24 janvier 1894 : Constance Fenimore Woolson[note 2]
- 14 mars 1894 : John Thomson Ford
- 19 juin 1894 : William Mycroft (en)
- 19 février 1895 : John Whitaker Hulke
- 1er mars 1895 : Frederic Chapman (en)
- 5 mars 1895 : Henry Rawlinson
- 20 mars 1895 : James Sime (en)
- 24 mars 1895 : John O'Sullivan
- 2 août 1895 : Joseph Thomson